# Sluneční zářivost
Sluneční zářivost (značka {\displaystyle L_{\bigodot }}) je jednotka zářivého toku (emitovaného ve formě fotonů) používaná v astronomii k popisu svítivosti hvězd, galaxií a jiných vesmírných objektů v porovnání se zářivým výkonem Slunce, jehož svítivost stanovila Mezinárodní astronomická unie na hodnotu 3,828×1026 W. Tato hodnota nezahrnuje svítivost slunečních neutrin, která by definovanou hodnotu navýšila o 0,023 {\displaystyle L_{\bigodot }}. Jelikož Slunce je ve skutečnosti proměnná hvězda, jeho svítivost v čase kolísá, přičemž největší odchylka je způsobena jedenáctiletým slunečním cyklem a představuje rozdíl přibližně 0,1 %; ostatní odchylky, k nímž došlo během posledních 200–300 let, jsou hodnoceny jako mnohem méně významné.